# رادیکال جیکوبسن
در ریاضیات، به‌ویژه در نظریه حلقه ها، رادیکال جیکوبسن یک حلقه مثل {\displaystyle \mathrm {R} } ایده‌آلی شامل آن عناصری از {\displaystyle \mathrm {R} } است که تمام {\displaystyle \mathrm {R} }-مدول های راست ساده را نابود می کند. عوض کردن کلمه "چپ" با "راست" در تعریف، ایده‌آل یکسانی تولید می ند، لذا این تعریف از نظر چپ-راست بودن متقارن است. رادیکال جیکوبسن یک حلقه را معمولاً با {\displaystyle \mathrm {J(R)} } یا ({\displaystyle \mathrm {rad(R)} } نشان می دهند. نماد {\displaystyle \mathrm {J(R)} } ارجحیت دارد، چرا که باعث می شود رادیکال جیکوبسن را با رادیکال های دیگر یک حلقه اشتباه نگیریم. رادیکال جیکوبسن را به افتخار ناتان جیکوبسن نامگذاری کرده اند، او کسی بود که اولین بار این اشیاء جبری را در حلقه های دلخواه مطالعه کرد (جیکوبسن 1945). 
رادیکال جیکوبسن یک حلقه، چندین مشخصه ی داخلی شامل چند تعریف دارد که با موفقیت به مفهوم حلقه های بدون یک تعمیم می یابد. رادیکال یک مدول، تعریف رادیکال جیکوبسن را تعمیم داده تا شامل مدول ها هم شود. رادیکال جیکوبسن در بسیاری از نتایج نظری حلقه و مدول نقش عمده ای ایفا می کند، مثل لم ناکایاما. 

## بحث شهودی
رادیکال جیکوبسن را همچون دیگر رادیکال های حلقه می توان به عنوان گردایه ای از عناصر "بد" تصور کرد. در این حالت خاصیت "بد" بودن به معنای این است که این عناصر قادرند تمام مدول های چپ و راست یک حلقه را نابود کنند. برای مقایسه، رادیکال پوچ یک حلقه جابجایی را در نظر بگیرید، که شامل تمام عناصر پوچ توان است. در حقیقت برای هر حلقه، عناصر پوچی که در مرکز حلقه قرار دارند، در رادیکال جیکوبسن حلقه نیز قرار دارند. لذا برای حلقه های جابجایی رادیکال پوچ در رادیکال جیکوبسن قرار دارد. 
از نظر شهودی رادیکال جیکوبسن شباهت بسیاری به رادیکال پوچ دارد. مفهوم ضعیف تری از بد بودن، یعنی ضعیف تر از مقسوم علیه صفر بودن، این است که عضو مورد نظر معکوس پذیر نباشد (تحت ضرب). رادیکال جیکوبسن یک حلقه شامل عناصری است که خاصیتی قوی تر از صرفاً معکوس پذیر نبودن را داشته باشند، از منظری، عضوی از رادیکال جیکوبسن نباید در هیچ مدولی "که نسبت به حلقه داخلی باشد" نباید "شبیه عضو معکوس پذیر" عمل کند. به طور دقیق تر، عضوی از رادیکال جیکوبسن باید تحت هومومورفیسم کانونی به صفر تمام "حلقه های تقسیم راست" (که عنصر ناصفر هر کدام معکوس راست دارد)  که نسبت به حلقه مورد نظر داخلی هستند، تصویر شود. به طور دقیق تر، تصویر آن باید به تمام ایده‌آل های راست ماکسیمال حلقه متعلق باشد. این مفاهیم مطمئناً نادقیق هستند، اما حداقل توضیحی برای این حقیقت هستند که چرا رادیکال پوچ داخل رادیکال جیکوبسن قرار می گیرد. 
به طور ساده تر می توان اینگونه تصور کرد که رادیکال جیکوبسن یک حلقه راهی برای "از بین بردن عناصر بد حلقه با بیرون انداختنشان با پیمانه کردن در تقسیم" است، یعنی عناصر رادیکال جیکوبسن به عنوان صفر خارج قسمت {\displaystyle \mathrm {R/J(R)} } عمل می کند. اگر {\displaystyle \mathrm {N} } یک رادیکال پوچی برای حلقه جابجایی {\displaystyle \mathrm {R} } باشد، آنگاه حلقه خارج قسمتی {\displaystyle \mathrm {R/N} } هیچ عنصر پوچ توانی ندارد. به طور مشابه برای هر حلقه {\displaystyle \mathrm {R} } حلقه خارج قسمتی دارای جیکوبسن {\displaystyle \mathrm {J(R/J(R))=0} } است و لذا تمام عناصر "بد"  در رادیکال جیکوبسن با پیمانه کردن {\displaystyle \mathrm {J(R)} } به خارج برداشته شده اند. بنابر این عناصر رادیکال جیکوبسن و رادیکال پوچی را می توان به عنوان تعمیم هایی از صفر حلقه در نظر گرفت. 

## یادداشت ها
1. ↑  Isaacs 1993, p. 181.